# Remetetinamu
A remetetinamu (Tinamus solitarius) a tinamualakúak (Tinamiformes) rendjébe, ezen belül a tinamufélék (Tinamidae) családjába tartozó faj.

## Rendszerezése
A fajt Louis Pierre Vieillot francia ornitológus írta le 1819-ben, a Cryptura nembe Cryptura solitaria néven.

## Alfajai
- Tinamus solitarius pernambucensis Berla, 1946
- Tinamus solitarius solitarius (Vieillot, 1819)[2]

## Előfordulása
Brazília délkeleti, Paraguay keleti és Argentína északi részein honos. Természetes élőhelyei a szubtrópusi és trópusi síkvidéki és hegyi esőerdők, valamint másodlagos erdők. Állandó, nem vonuló faj.

## Megjelenése
Testhossza 48 centiméter, testtömeg 1000–1900 gramm. Vékony pikkelyes lába és csupasz nyaka, kicsi feje és súlyos teste van. Tollruhája kékesszürke, barna keveréke, háta sötétebb, mint a hasa. A nemek hasonlóak.

## Életmódja
Lehullott gyümölcsökkel, magvakkal, esetenként rovarokkal táplálkozik. Rossz repülők, inkább a talajon futnak el veszély esetén.
|  |

## Szaporodása
Az erdő talajába vájt mélyedésbe rakják kezdetleges fészküket, melyet fűvel és gallyakkal bélelnek ki. A hímek költik ki és nevelik fel fiókáikat.
|  |

## Természetvédelmi helyzete
Az elterjedési területe rendkívül nagy, csökken, egyedszáma is nagy, de gyorsan csökken. Az élőhelyek elvesztése és a vadászat veszélyezteti.  A Természetvédelmi Világszövetség Vörös listáján sebezhető fajként szerepel.